# فتاة الحفلة (فلم 1995)
فتاة الحفلة (بالإنجليزية: Party Girl) هو فيلم درامي كوميدي أمريكي عام 1995 من بطولة باركر بوزي، وإخراج ديزي فون شيرلر ماير، وأول فيلم روائي طويل يتم عرضه لأول مرة على الإنترنت.

## طاقم التمثيل
- باركر بوزي في دور ماري
- أنتوني ديساندو في دور ديريك
- غييرمو دياز في دور ليو
- دونا ميتشل في دور رينيه
- ييف شرايبر في دور نايجل
- عمر تاونسند في دور مصطفى
- ساشا فون شيرلر في دور جودي ليندندورف
- بيكي مود بدور آن
- سايمون فرهوفن في دور كورت

## الإنتاج
بلغت ميزانية الفيلم 150 ألف دولار وتم تصويره في 19 يومًا. كان الكثير من الممثلين وطاقم العمل منغمسين بالفعل في مشهد نادي وسط المدينة الغريب قبل وقت طويل من إنتاج الفيلم. في مقابلة مع صحيفة وول ستريت جورنال، تتذكر بوزي أنها في أوائل التسعينيات "كانت تخرج للتزلج في روكسي يوم الأحد، حيث رأيت روبول تشارلز لأول مرة"، وذلك يشبه إلى حد كبير في الحفلة في مشاهد نادي الفتيات، كانت بوزي "ترقص مع الملكات، وكانوا يبيدونني على حلبة الرقص بحركاتهم."